# Roberto Bellarosa
Roberto Bellarosa (Wanze, 23 agosto 1994) è un cantante belga di origine italiana.
Ha rappresentato il Belgio all'Eurovision Song Contest 2013 con il brano Love Kills, piazzandosi al 12º posto.

## Biografia
Nasce a Wanze, in Belgio da una famiglia di calciatori di origine italiana di Vico del Gargano, a 9 anni entra nel conservatorio di Huy per studiare la teoria musicale.
Nel 2011 prende parte nella prima edizione della versione della Vallonia di The Voice, vincendola.
Ha partecipato all'Eurovision Song Contest 2013, con la canzone Love Kills, rappresentando il Belgio e arrivando 12º in finale.

## Lista delle canzoni cantate a The Voice Belgique
| Stage           | Data             | Canzone                 | Artista originale                | Note                                                   |
| --------------- | ---------------- | ----------------------- | -------------------------------- | ------------------------------------------------------ |
| Blind auditions | 3 gennaio 2012   | You Give Me Something   | James Morrison                   |                                                        |
| Battle          | 31 gennaio 2012  | Même Si                 | Grégory Lemarchal & Lucie Silvas | Duello vinto contro Daniela Sindaco                    |
| Live            | 28 febbraio 2012 | Apologize               | OneRepublic                      |                                                        |
| Live            | 13 marzo 2012    | Wicked Game             | Chris Isaak                      |                                                        |
| Live            | 27 marzo 2012    | Le blues du businessman | Claude Dubois                    |                                                        |
| Live            | 3 aprile 2012    | Just the Two of Us      | Bill Withers                     | Duo con Leonie W'asukulu                               |
| Live            | 3 aprile 2012    | As                      | Stevie Wonder                    |                                                        |
| Live            | 10 aprile 2012   | Firework                | Katy Perry                       | Con Renato Bennardo, Giusy Piccarreta, e Daisy Hermans |
| Live            | 10 aprile 2012   | You Give Me Something   | James Morrison                   |                                                        |
| Live            | 10 aprile 2012   | Vivre pour le meilleur  | Johnny Hallyday                  |                                                        |
| Live            | 10 aprile 2012   | Jealous Guy             | John Lennon                      | Vincitore                                              |

## Discografia
Album
- 2012 - Ma voie
- 2015 - Suis ta route

Singoli
- 2012 - Jealous Guy (John Lennon cover)
- 2012 - Je crois
- 2012 - Apprends-moi
- 2013 - Love Kills